# Carroll Clark
Carroll Clark (Mountain View, 6 febbraio 1894 – Glendale, 17 maggio 1968) è stato uno scenografo statunitense.
Fu candidato sette volte per l'Oscar alla migliore scenografia.

## Biografia
Carroll Clark, nella sua carriera di scenografo cinematografico che va dal 1927 al 1968, ha firmato 173 film come architetto-scenografo, 8 come arredatore, 2 come scenografo e altri 45 come direttore artistico, talvolta associato.
Nel 1936, ha girato come montatore associato (non accreditato) anche Seguendo la flotta di Mark Sandrich in cui appare anche come direttore artistico.

## Filmografia

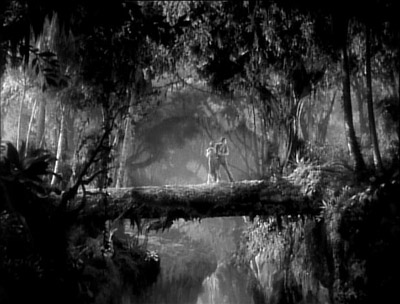
Scena da Pericolosa partita (1932)

### Scenografie
- The Magic Garden, regia di James Leo Meehan - architetto scenografo (1927)
- Il trapezio della morte (Swing High), regia di Joseph Santley - architetto scenografo (1930)
- Holiday, regia di Edward H. Griffith - architetto scenografo (1930)
- La stella della Taverna Nera (Her Man), regia di Tay Garnett - architetto scenografo (1930)
- L'ultimo poker (Big Money), regia di Russell Mack - architetto scenografo (1930)
- Sin Takes a Holiday, regia di Paul L. Stein - architetto scenografo (1930)
- Gli angeli dell'inferno (Hell's Angels), regia di Howard Hughes - arredatore (1930)
- The Painted Desert, regia di Howard Higgin - architetto scenografo  (1931)
- Lonely Wives, regia di Russell Mack - architetto scenografo (1931)
- Beyond Victory, regia di John S. Robertson e Edward H. Griffith (non accreditato) - architetto scenografo (1931)
- Passione di mamma (Born to Love), regia di Paul L. Stein - architetto scenografo (1931)
- Onore di fantino (Sweepstakes), regia di Albert S. Rogell - architetto scenografo (1931)
- The Common Law, regia di Paul L. Stein - architetto scenografo (1931)
- Rebound, regia di Edward H. Griffith - architetto scenografo (1931)
- Sundown Trail, regia di Robert F. Hill - architetto scenografo (1931)
- Smart Woman, regia di Gregory La Cava - architetto scenografo (non accreditato) (1931)
- Devotion, regia di Robert Milton - architetto scenografo (1931)
- Il grande giuoco (The Big Gamble), regia di Fred Niblo  - architetto scenografo (1931)
- The Tip-Off, regia di Albert S. Rogell - architetto scenografo (1931)
- Freighters of Destiny, regia di Fred Allen - architetto scenografo (1931)
- Bad Company, regia di Tay Garnett - architetto scenografo (1931)
- L'agguato dei sottomarini (Suicide Fleet), regia di Albert S. Rogell - architetto scenografo (1931)
- The Big Shot, regia di Ralph Murphy - architetto scenografo (1931)
- Is My Face Red?, regia di William A. Seiter - architetto scenografo (1932)
- A che prezzo Hollywood? (What Price Hollywood?), regia di George Cukor - architetto scenografo (1932)
- Spia bionda (Roar of the Dragon), regia di Wesley Ruggles - architetto scenografo (1932)
- Beyond the Rockies, regia di Fred Allen - architetto scenografo (1932)
- Luana la vergine sacra (Bird of Paradise), regia di King Vidor - architetto scenografo (1932)
- L'età della ragione (The Age of Consent), regia di Gregory La Cava  - architetto scenografo (1932)
- Hold 'Em Jail, regia di Norman Taurog - architetto scenografo (1932)
- Pericolosa partita (The Most Dangerous Game) di Irving Pichel e Ernest B. Schoedsack - architetto scenografo (1932)
- Thirteen Women, regia di George Archainbaud - architetto scenografo (1932)
- Come on Danger!, regia di Robert F. Hill - architetto scenografo (1932)
- Hell's Highway, regia di Rowland Brown - architetto scenografo (1932)
- Febbre di vivere (A Bill of Divorcement), regia di George Cukor - architetto scenografo (1932)
- I conquistatori (The Conquerors), regia di William A. Wellman (1932)
- La grande menzogna (No Other Woman), regia di J. Walter Ruben - architetto scenografo, non accreditato (1933)
- Sogno d'estate (The Right to Romance), regia di Alfred Santell (1933)
- Carioca (Flying Down to Rio), regia di Thornton Freeland (1933)
- Argento vivo (Spitfire), regia di John Cromwell - architetto-scenografo (1934)
- Bachelor Bait, regia di George Stevens (1934)
- Down to Their Last Yacht, regia di Paul Sloane (1934)
- I tre moschettieri (The Three Musketeers), regia di Rowland V. Lee - scenografo associato (1935)
- Seguendo la flotta (Follow the Fleet), regia di Mark Sandrich - scenografo associato (1936)
- L'aratro e le stelle (The Plough and the Stars), regia di John Ford (1936)
- Girandola (Carefree), regia di Mark Sandrich - scenografo associato (1938)
- Una donna vivace (Vivacious Lady), regia di George Stevens (1938)
- Situazione imbarazzante  (Bachelor Mother), regia di Garson Kanin (1939)
- Hitler's Children, regia di Edward Dmytryk e, non accreditato, Irving Reis (1943)
- Hotel Mocambo  (Step Lively), regia di Tim Whelan (1944)
- Nel mar dei Caraibi (The Spanish Main), regia di Frank Borzage (1945)
- Notorious - L'amante perduta (Notorious), regia di Alfred Hitchcock (1946)
- Più forte dell'amore (The Blue Veil), regia di Curtis Bernhardt e, non accreditato, Busby Berkeley (1951)
- Il lago in pericolo (The Whip Hand), regia di William Cameron Menzies (1951)
- Seduzione mortale (Angel Face), regia di Otto Preminger (1953)
- Susanna ha dormito qui (Susan Slept Here), regia di Frank Tashlin (1954)
- La linea francese (The French Line), regia di Lloyd Bacon (1954)
- Il tesoro sommerso (Underwater!), regia di John Sturges (1955)